# Get Away (Bobby Brown)
Get Away è un brano musicale del cantante statunitense Bobby Brown, pubblicato il 5 gennaio 1993 ed estratto come terzo singolo dal suo terzo album in studio, Bobby.

## Descrizione
Il brano, terzo singolo estratto, ha raggiunto la posizione numero 14 nella Bilboard Hot 100, la prima nella classifica dance la terza in quella R&B/Hip Hop. Get Away è l'ultimo brano di Bobby Brown ad entare nella Top 40 dei singoli statunitensi, segnando ormai l'inizio del suo declino.

## Tracce
1. Get Away (Teddy's Club Version) 6:52
2. Get Away (Chris Stokes Extended) 5:23
3. Get Away (MK Club Extended) 7:36